# فيكتورين ميورينت
فيكتورين ميورينت (18 فبراير 1844 - 17 مارس 1927) هي كانت رسامة فرنسية والعارضة المفضلة لإدوارد مانيه.